# Нижньотеплівська сільська територіальна громада
Нижньотеплівська сільська територіальна громада — територіальна громада в Україні, в Щастинському районі Луганської області, з адміністративним центром в селі Нижньотепле.

## Загальна інформація
Площа громади — 211,6 кв. км, населення — 3 896 (2018 р.).

## Населені пункти
До складу громади увійшли села Велика Чернігівка, Верхній Мінченок, Верхньобогданівка, Крепи, Любомирівка, Михайлівка, Нижній Мінченок, Нижньотепле, Піщане, Середньотепле, Сотенне та Тепле.

## Історія
Утворена 26 липня 2018 року шляхом об'єднання Нижньотеплівської та Теплівської сільських рад Станично-Луганського району.
Відповідно до перспективного плану формування громад Луганської області, в 2020 році до складу громади були включені території Великочернігівської сільської громади та Сотенської сільської ради Станично-Луганського району.